# Franca Falcucci
Franca Falcucci (Rome, 22 maart 1926 – aldaar, 4 september 2014) was een Italiaanse politica van de Democrazia Cristiana (DC). Ze was onder meer lid van de Italiaanse senaat (1968–1992) en minister van Onderwijs in de Italiaanse regering (1982–1987).

## Politieke loopbaan
Franca Falcucci studeerde politieke wetenschappen aan de universiteit van Florence en was in die periode een studiegenoot van Giovanni Spadolini. Ze sloot zich aan bij de vakbond CGIL en was actief lid van de christendemocratische vrouwenbeweging. Tot 1968 was ze tevens werkzaam als lerares op middelbare scholen.
Na de Italiaanse parlementsverkiezingen van 1968 nam Falcucci namens de Democrazia Cristiana zitting in de Senaat van de Republiek, waarvan ze 24 jaar lid zou blijven. In 1975 publiceerde ze een rapport over de onderwijsmogelijkheden van gehandicapte studenten, dat er internationaal voor zorgde dat scholen meer inclusief werden voor gehandicapten.
Tussen december 1982 en juli 1987 was Falcucci minister van Onderwijs in opeenvolgende Italiaanse regeringen. Ze diende onder de premiers Amintore Fanfani en Bettino Craxi in de kabinetten Fanfani V (1982–1983), Craxi I (1983–1986), Craxi II (1986–1987) en Fanfani VI (1987). Ze was pas de tweede vrouwelijke minister van Italië, na Tina Anselmi.
In december 1986 kwam ze in opspraak toen bleek dat ze, zonder medeweten van het parlement, een overeenkomst had gesloten met de Italiaanse bisschoppenconferentie om katholiek onderwijs verplicht te stellen op openbare scholen. Een aantal linkse partijen diende hierop een motie van wantrouwen tegen haar in, maar deze kreeg niet genoeg steun.
Nadat de Democrazia Cristiana in 1994 werd opgeheven, sloot Falcucci zich aan bij de Partito Popolare Italiano (Italiaanse Volkspartij). Ze overleed in 2014 op 88-jarige leeftijd.
- Gemeinsame Normdatei: 1264052715
- International Standard Name Identifier: 0000 0000 5139 4266
- Library of Congress Control Number: nr89008780
- Istituto Centrale per il Catalogo Unico: RAVV007321
- Système universitaire de documentation: 057194971
- Virtual International Authority File: 39222045
- WorldCat: E39PBJg4pr66pHW3Jh3Ptmh8md